# Touville
Touville település Franciaországban, Eure megyében. Lakosainak száma 182 fő (2018. január 1.). Touville Flancourt-Crescy-en-Roumois, Saint-Léger-du-Gennetey, Écaquelon és Illeville-sur-Montfort községekkel határos.

## Népesség
A település népessége az elmúlt években az alábbi módon változott:
| Lakosok száma | 81   | 70   | 102  | 104  | 125  | 149  | 156  | 169  | 176  | 182  |
|               | 1968 | 1975 | 1982 | 1990 | 1999 | 2011 | 2013 | 2015 | 2017 | 2018 |